# A V.I.P. – Több, mint testőr epizódjainak listája
Ez a cikk a V.I.P. – Több, mint testőr című sorozat epizódjait listázza.

## Évados áttekintés
| Évad | Évad | Epizódok | Eredeti sugárzás     | Eredeti sugárzás | Eredeti adó |
| Évad | Évad | Epizódok | Évadpremier          | Évadfinálé       | Eredeti adó |
| ---- | ---- | -------- | -------------------- | ---------------- | ----------- |
|      | 1    | 22       | 1998. szeptember 26. | 1999. május 22.  | Syndication |
|      | 2    | 22       | 1999. szeptember 25. | 2000. május 20.  | Syndication |
|      | 3    | 22       | 2000. október 7.     | 2001. május 19.  | Syndication |
|      | 4    | 22       | 2001. szeptember 22. | 2002. május 18.  | Syndication |

## 1. évad (1998-1999)
| Sor. | Év. | Cím                                      | Rendező          | Író                                                                                    | Premier                                 | Gyártási szám |
| ---- | --- | ---------------------------------------- | ---------------- | -------------------------------------------------------------------------------------- | --------------------------------------- | ------------- |
| 1.   | 1.  | Beats Working at a Hot Dog Stand         | J.F. Lawton      | J.F. Lawton                                                                            | 1998. szeptember 26. 2001. július 14.   | 101           |
| 2.   | 2.  | What to Do With Vallery When You're Dead | Patrick Norris   | Charles Holland                                                                        | 1998. október 3. 2001. augusztus 25.    | 107           |
| 3.   | 3.  | Bloody Val-entine                        | Sidney J. Furie  | Történet: J.F. Lawton és Steven Kriozere Tévéjáték: Steven Kriozere                    | 1998. október 10. 2001. augusztus 11.   | 105           |
| 4.   | 4.  | One Wedding and Val's Funeral            | J.F. Lawton      | Morgan Gendel és Ron Zimmerman                                                         | 1998. október 17. 2001. július 21.      | 102           |
| 5.   | 5.  | Scents and Sensibility                   | Adam Nimoy       | Morgan Gendel, Gabrielle Stanton és Harry Werksman                                     | 1998. október 24. 2001. szeptember 1.   | 108           |
| 6.   | 6.  | Diamonds are a Val's Best Friend         | Farhad Mann      | Történet: Morgan Gendel és Rick Suvalle Tévéjáték: Rick Suvalle                        | 1998. október 31. 2001. augusztus 18.   | 106           |
| 7.   | 7.  | Deconstructing Peri                      | Chuck Bowman     | Hannah Shearer                                                                         | 1998. november 7. 2001. október 6.      | 113           |
| 8.   | 8.  | Val Got Game                             | Greg Yaitanes    | Steven Kriozere                                                                        | 1998. november 14. 2001. szeptember 15. | 110           |
| 9.   | 9.  | Vallery of the Dolls                     | James A. Contner | Történet: Ron Zimmerman, Gabrielle Stanton és Harry Werksman Tévéjáték: Ethlie A. Vare | 1998. november 21. 2001. szeptember 22. | 111           |
| 10.  | 10. | Midnight in the Garden of Ronnie Beeman  | Barry Primus     | Történet: Morgan Gendel és Eric Estrin Tévéjáték: Eric Estrin                          | 1999. január 16. 2001. augusztus 4.     | 104           |
| 11.  | 11. | Good Val Hunting                         | Robert Radler    | Gabrielle Stanton és Harry Werksman                                                    | 1999. január 23. 2001. július 28.       | 103           |
| 12.  | 12. | Escape from Val-catraz                   | Deran Sarafian   | Eric Estrin                                                                            | 1999. január 30. 2001. szeptember 8.    | 109           |
| 13.  | 13. | The Last Temptation of Val               | Patrick Norris   | Steven Kriozere                                                                        | 1999. február 6. 2001. november 3.      | 117           |
| 14.  | 14. | Val Under Siege with a Vengeance         | Scott Paulin     | Történet: Ron Zimmerman, Gabrielle Stanton és Harry Werksman Tévéjáték: Milos Bachman  | 1999. február 13. 2001. szeptember 29.  | 112           |
| 15.  | 15. | Val on the Run                           | Farhad Mann      | Rick Suvalle                                                                           | 1999. február 20. 2001. október 13.     | 114           |
| 16.  | 16. | Thunder Val                              | Patrick Norris   | Morgan Gendel                                                                          | 1999. február 27. 2001. november 24.    | 120           |
| 17.  | 17. | The Quiet Brawler                        | J. F. Lawton     | J. F. Lawton                                                                           | 1999. március 6. 2001. október 27.      | 116           |
| 18.  | 18. | K-Val                                    | Bruce Seth Green | Morgan Gendel és Tom Abraham                                                           | 1999. március 12. 2001. november 17.    | 119           |
| 19.  | 19. | Mudslide Val                             | Sidney J. Furie  | Tom Chehak                                                                             | 1999. május 1. 2001. november 10.       | 118           |
| 20.  | 20. | Raging Val                               | R. W. Ginty      | Történet: Morgan Gendel és Paul Chitlik Tévéjáték: Paul Chitlik                        | 1999. május 8. 2001. október 20.        | 115           |
| 21.  | 21. | Three Days to a Kill                     | Sidney J. Furie  | Eric Estrin                                                                            | 1999. május 15. 2001. december 8.       | 121           |
| 22.  | 22. | Val the Hard Way                         | Larry Rapaport   | Történet: J. F. Lawton és Morgan Gendel Tévéjáték: Morgan Gendel és Steven Kriozere    | 1999. május 22. 2001. december 15.      | 122           |

## 2. évad (1999-2000)
| Sor. | Év. | Cím                          | Rendező               | Író                                                                       | Premier              |
| ---- | --- | ---------------------------- | --------------------- | ------------------------------------------------------------------------- | -------------------- |
| 23.  | 1.  | Return of the Owl            | Patrick Norris        | Rick Suvalle                                                              | 1999. szeptember 25. |
| 24.  | 2.  | Big Top Val                  | Patrick Norris        | Leslie Ray                                                                | 1999. október 2.     |
| 25.  | 3.  | Ransom of Red Val            | Sidney J. Furie       | Történet: Ethlie Ann Vare Tévéjáték: Jodie Lewis                          | 1999. október 9.     |
| 26.  | 4.  | Dr. StrangeVal               | Farhad Mann           | Tom Abraham                                                               | 1999. október 16.    |
| 27.  | 5.  | Quick and the Dead           | Larry Rapaport        | Eric Estrin                                                               | 1999. október 23.    |
| 28.  | 6.  | Valma and Louise             | Greg Yaitanes         | Történet: Steven Kriozere és David Aaron Freed Tévéjáték: Steven Kriozere | 1999. október 30.    |
| 29.  | 7.  | Stop or Val's Mom Will Shoot | Adam Nimoy            | Morgan Gendel és Ron Zimmerman                                            | 1999. november 6.    |
| 30.  | 8.  | Val Goes to Town             | Chuck Bowman          | J. F. Lawton                                                              | 1999. november 13.   |
| 31.  | 9.  | Mao Better Blues             | Farhad Mann           | Ralph Phillips                                                            | 1999. november 20.   |
| 32.  | 10. | Why Too Kay?                 | Corey Michael Eubanks | Történet: Morgan Gendel és Rick Suvalle Tévéjáték: Rick Suvalle           | 1999. november 27.   |
| 33.  | 11. | Dangerous Beauty             | Chuck Bowman          | Történet: Mitchell Binder Tévéjáték: Madison Lobrac és Mitchell Binder    | 2000. január 22.     |
| 34.  | 12. | Analyse Val                  | Sidney J. Furie       | Tom Abraham                                                               | 2000. január 29.     |
| 35.  | 13. | All You Need is Val          | Steve Cohen           | Kathy Slevin                                                              | 2000. február 5.     |
| 36.  | 14. | New Val'd Order              | Gary Yaitanes         | Morgan Gendel                                                             | 2000. február 12.    |
| 37.  | 15. | Vallery's Secret             | J. F. Lawton          | Tom Abraham                                                               | 2000. február 19.    |
| 38.  | 16. | Hard Val's Night             | Greg Yaitanes         | Történet: Kathy Slevin és Morgan Gendel Tévéjáték: Kathy Slevin           | 2000. február 26.    |
| 39.  | 17. | Third Eye Blond              | Robert Radler         | Történet: Morgan Gendel és Hannah Shearer Tévéjáték: Hannah Shearer       | 2000. április 1.     |
| 40.  | 18. | Val's on First               | Greg Yaitanes         | Eric Estrin                                                               | 2000. április 8.     |
| 41.  | 19. | Val Point Blank              | Greg Yaitanes         | Eric Estrin és Morgan Gendel                                              | 2000. április 29.    |
| 42.  | 20. | Franco in Love               | Chuck Bowman          | Rick Suvalle                                                              | 2000. május 6.       |
| 43.  | 21. | Lights, Camera, Val          | Peter DeLuise         | Steven Kriozere és Morgan Gendel                                          | 2000. május 13.      |
| 44.  | 22. | Ride of the Valkyries        | Peter DeLuise         | Morgan Gendel és Steven Kriozere                                          | 2000. május 20.      |

## 3. évad (2000-2001)
| Sor. | Év. | Cím                       | Rendező              | Író                                                                   | Premier            |
| ---- | --- | ------------------------- | -------------------- | --------------------------------------------------------------------- | ------------------ |
| 45.  | 1.  | Survi-Val                 | Patrick Norris       | Leslie Ray                                                            | 2000. október 7.   |
| 46.  | 2.  | Loh-Down Dirty Shame      | Savage Steve Holland | Steven Kriozere                                                       | 2000. október 14.  |
| 47.  | 3.  | For Val's Eyes Only       | Savage Steve Holland | Tom Abraham és Rick Suvalle                                           | 2000. október 21.  |
| 48.  | 4.  | V.I.P., R.I.P.            | Jim Charleston       | Tom Abraham                                                           | 2000. október 28.  |
| 49.  | 5.  | Throw Val from the Train  | Savage Steve Holland | Történet: Morgan Gendel és Eric Estrin Tévéjáték: Morgan Gendel       | 2000. november 4.  |
| 50.  | 6.  | Run, Val, Run             | Nelson McCormick     | Rick Suvalle                                                          | 2000. november 11. |
| 51.  | 7.  | Magnificent Val           | J. F. Lawton         | J. F. Lawton                                                          | 2000. november 18. |
| 52.  | 8.  | ExValibur                 | Nelson McCormick     | Rick Suvalle                                                          | 2000. november 25. |
| 53.  | 9.  | Get Vallery               | Tawnia McKiernan     | Robert Bielak                                                         | 2001. január 13.   |
| 54.  | 10. | Bodyguards                | Scott Brazil         | Norma Safford Vela és Steven Kriozere                                 | 2001. január 20.   |
| 55.  | 11. | Val in Space              | Bruce Campbell       | Leslie Ray                                                            | 2001. január 27.   |
| 56.  | 12. | Val Squared               | Savage Steve Holland | Történet: Morgan Gendel és Steven Kriozere Tévéjáték: Steven Kriozere | 2001. február 3.   |
| 57.  | 13. | Val on Fire               | Bruce Campbell       | Steven Kriozere és Mark Yoshimoto Nemcoff                             | 2001. február 10.  |
| 58.  | 14. | A.I. Highrise             | Scott Brazil         | Steven Kriozere                                                       | 2001. február 17.  |
| 59.  | 15. | Val in Carnation          | Jack Clements        | Leslie Ray                                                            | 2001. február 24.  |
| 60.  | 16. | Goodfidellas              | Savage Steve Holland | Paul Ruggiero                                                         | 2001. április 7.   |
| 61.  | 17. | Amazon Val                | Peter DeLuise        | Tom Abraham                                                           | 2001. április 14.  |
| 62.  | 18. | Val Under Covers          | Savage Steve Holland | Norma Safford Vela és Rick Suvalle                                    | 2001. április 21.  |
| 63.  | 19. | Aqua Valva                | Nelson McCormick     | Morgan Gendel                                                         | 2001. április 28.  |
| 64.  | 20. | Molar Ice Cap             | Tawnia McKiernan     | Történet: Norma Safford Vela és Tom Abraham Tévéjáték: Tom Abraham    | 2001. május 5.     |
| 65.  | 21. | It's Val's Wonderful Life | Patrick Norris       | Történet: Morgan Gendel Tévéjáték: Norma Safford Vela                 | 2001. május 12.    |
| 66.  | 22. | Val's Big Bang            | Savage Steve Holland | Morgan Gendel és Steven Kriozere                                      | 2001. május 19.    |

## 4. évad (2001-2002)
| Sor. | Év. | Cím                         | Rendező              | Író                                                                         | Premier              |
| ---- | --- | --------------------------- | -------------------- | --------------------------------------------------------------------------- | -------------------- |
| 67.  | 1.  | 21 Val Street               | Savage Steve Holland | Steve Kriozere                                                              | 2001. szeptember 22. |
| 68.  | 2.  | Chasing Anna                | J. F. Lawton         | Tom Abraham                                                                 | 2001. szeptember 29. |
| 69.  | 3.  | Holy Val                    | Greg Yaitanes        | Történet: Morgan Gendel és Leslie Ray Tévéjáték: Eric Estrin                | 2001. október 6.     |
| 70.  | 4.  | Millennium Man              | Savage Steve Holland | Történet: Steven Kriozere és Leslie Ray Tévéjáték: Steven Kriozere          | 2001. október 13.    |
| 71.  | 5.  | South By Southwest          | Greg Yaitanes        | Morgan Gendel és Steven Kriozere                                            | 2001. október 20.    |
| 72.  | 6.  | Valzheimer's                | Nelson McCormick     | Tom Abraham                                                                 | 2001. október 27.    |
| 73.  | 7.  | The Uncle From V.A.L.       | Greg Yaitanes        | Steven Kriozere                                                             | 2001. november 3.    |
| 74.  | 8.  | Pen Pal Val                 | Jack Clements        | Leslie Ray                                                                  | 2001. november 10.   |
| 75.  | 9.  | Kayus Ex Machina            | Tawnie McKiernan     | Történet: Rick Suvalle és Lorianne Overton Tévéjáték: Rick Suvalle          | 2001. november 17.   |
| 76.  | 10. | Crouching Tiger, Hidden Val | Nelson McCormick     | Rick Suvalle                                                                | 2001. november 24.   |
| 77.  | 11. | Saving Private Irons        | Nelson McCormick     | Történet: J. F. Lawton és Tom Abraham Tévéjáték: Leslie Ray és Rick Suvalle | 2002. január 19.     |
| 78.  | 12. | Diagnosis Val               | Savage Steve Holland | Történet: Leslie Ray és Rick Suvalle Tévéjáték: Leslie Ray                  | 2002. január 26.     |
| 79.  | 13. | Val Cubed                   | Savage Steve Holland | Steven Kriozere                                                             | 2002. február 2.     |
| 80.  | 14. | The K-Files                 | Jeff Cadiente        | Leslie Ray                                                                  | 2002. február 9.     |
| 81.  | 15. | 48½ Hours                   | Jack Clements        | Steven Kriozere és Tom Abraham                                              | 2002. február 16.    |
| 82.  | 16. | Dude, Where's My Party?     | Greg Yaitanes        | Morgan Gendel                                                               | 2002. február 23.    |
| 83.  | 17. | Kiss the Val                | Nelson McCormick     | Tom Abraham                                                                 | 2002. április 13.    |
| 84.  | 18. | Miss Con-Jeanie-Ality       | Savage Steve Holland | Norma Safford Vela                                                          | 2002. április 20.    |
| 85.  | 19. | Sunshine Girls              | Savage Steve Holland | Rick Suvalle                                                                | 2002. április 27.    |
| 86.  | 20. | True Val Story              | Savage Steve Holland | Rick Suvalle és Norma Safford Vela                                          | 2002. május 4.       |
| 87.  | 21. | Val Who Cried Wolf          | Michael Dorn         | Történet: Norma Safford Vela Tévéjáték: Steven Kriozere                     | 2002. május 11.      |
| 88.  | 22. | Valley Wonka                | Savage Steve Holland | Mark Hamill és Morgan Gendel                                                | 2002. május 18.      |